# Kloster Sotos Albos
Das Kloster Sotos Albos (Santa María de la Sierra; Saltus Albi) ist eine ehemalige Zisterzienserabtei in Sotosalbos bei Collado Hermoso rund 18 km nordwestlich von Segovia in der Provinz Segovia in Kastilien-León in Spanien.

## Geschichte
Das Kloster, eine vom Bischof von Segovia, Pedro de Agén, veranlasste Benediktinergründung aus dem Jahr 1126 (oder 1133), schloss sich im Jahr 1212 als Tochterkloster von Kloster Cîteaux dem Zisterzienserorden an. Das Kloster wurde schon 1498 in ein Priorat von Kloster Sacramenia umgewandelt, bestand aber als solches bis ca. 1835 fort. Die ruinöse Anlage wird nunmehr zur Bienenzucht genutzt.
Die Ruine ist seit 1931 als Monumento Nacional (Bien de Interés Cultural) klassifiziert.

## Architektur
Die Anlage, die schon ausgeprägt gotische Züge trägt, ist in ruinösem Zustand erhalten. Die Kirche, deren Dach fehlt, ist dreischiffig zu fünf Jochen und spitzbogigen Scheidbögen, aber ohne Vierung, mit einer monumentalen Fassade mit spitzbogigem Portal und einer heute leeren Rosette und zwei kleinen Okuli auf den Seiten. Die ersten Joche besitzen Tierkapitelle in romanischer Tradition. Auffällig ist die Verwendung von Bruchsteinmauerwerk.